# Crossroads (album de Guy Bélanger)
 (août 2016).
Si vous disposez d'ouvrages ou d'articles de référence ou si vous connaissez des sites web de qualité traitant du thème abordé ici, merci de compléter l'article en donnant les références utiles à sa vérifiabilité et en les liant à la section « Notes et références ».
Albums de Guy Bélanger
Guy Bélanger
(2008) Dusty Trails
(2012)
Crossroads est le deuxième album de Guy Bélanger paru en 2010. À la suite de la réception positive de son premier album solo, Guy Bélanger s'attèle à l'écriture de son successeur en enchaînant les collaborations avec différents interprètes. Il renoue notamment avec Éric Lapointe, Kim Richardson, Gilles Sioui et se prête lui-même au jeu sur la pièce Pleasin' You. Il y pousse également sa recherche musicale en expérimentant avec des échantillonnages provenant d'un souk marocain sur Essaouira.

## Liste des chansons
| No  | Titre                                      | Durée |
| --- | ------------------------------------------ | ----- |
| 1.  | Where The Buffalo Sleeps                   | 2:27  |
| 2.  | I Got the Blues                            | 2:47  |
| 3.  | Catch That Train                           | 1:49  |
| 4.  | Don't Try To Explain (avec Kim Richardson) | 4:45  |
| 5.  | Essaouira                                  | 3:53  |
| 6.  | Who's Been Talking                         | 5:10  |
| 7.  | Chassé-croisé                              | 2:52  |
| 8.  | Crossroads                                 | 7:55  |
| 9.  | Jack Of Hearts                             | 4:34  |
| 10. | Between Friends                            | 2:52  |
| 11. | Blue (avec Éric Lapointe)                  | 5:03  |
| 12. | Kamikaze                                   | 4:01  |
| 13. | Pleasin' You                               | 4:38  |
| 14. | Coyote                                     | 3:48  |
| 15. | Sporting Life                              | 4:12  |
| 16. | 1-2-3... Harmo                             | 1:47  |

## Crédits
- Guy Bélanger - Harmonicas, voix, échantillonnage
- Gilles Sioui - Guitare acoustique, voix
- Claude Fradette - Dobro, banjo, wesseinborn, oudou, percussions, guitares électriques et acoustique
- André Lachance - Guitares électriques et solo, dobro, voix
- Rob MacDonald -  Guitares électrique et acoustique
- Steve Hill -  Guitares électrique et acoustique
- Jean Cyr - Basse et contrebasse
- Karl Surprenant  - Basse et contrebasse
- Marc-André Larocque - Batterie
- Bernard Deslauriers - Batterie
- Pascal Racine-Venne - Batterie et percussions
- Jean-Fernand Girard - Piano et arrangements
- Éric Lapointe - Voix (piste 11)
- Kim Richardson - Voix (piste 4) et chœurs
- Sandrick Mathurin - Photo pochette
- Xavier Lévesque Bélanger - Photo pochette
- Guy Bélanger - Photos pochette (intérieur)
- Pierre Ménard - Photos pochette (intérieur)
- Sylvain Lalande - Photos pochette (intérieur)